# ازدواج مسیار
ازدواج مِسیار نوعی ازدواج در فقه اسلامی اهل سنت است که در آن زن و مرد در هنگام ازدواج، شرط‌هایی را تعیین می‌کنند و از برخی حقوق و تکالیف خود چشم‌پوشی می‌کنند. از جمله این حقوق می‌توان به نفقه، زندگی مشترک، تعیین مسکن توسط شوهر و حق قسم (برابری در هنگام چندهمسری) اشاره کرد. در ازدواج مسیار، زن و شوهر معمولاً جدا از یکدیگر زندگی می‌کنند. این نوع ازدواج از نظر ساختار، شباهت‌هایی با ازدواج موقت در مذهب شیعه دارد، اما در چارچوب فقه اهل سنت و با تفاوت‌هایی در نحوه‌ی اجرای آن صورت می‌گیرد.

## پیشینه و کاربرد
ازدواج مِسیار بیشتر در میان اعراب اهل سنت کشورهای حاشیهٔ خلیج فارس رواج دارد. این نوع ازدواج عمدتاً در میان جوانانی که امکان آغاز زندگی مستقل ندارند، مردانی که بدون همسر خود به مسافرت رفته‌اند، زنان مطلقه یا بیوه‌هایی که تمایل به زندگی مشترک ندارند، مشاهده می‌شود.

## دیدگاه‌های فقهی
دیدگاه علما و فقهای اهل سنت دربارهٔ مشروعیت ازدواج مسیار متفاوت است. برخی از فقها آن را جایز دانسته‌اند و معتقدند تا زمانی که عقد نکاح با شرایط صحیح انجام شود، و زن با اختیار خود از برخی حقوقش صرف نظر کند، اشکالی در آن وجود ندارد. این دسته از فقها می‌گویند که صرف‌نظر کردن از نفقه و مسکن به صورت داوطلبانه، از سوی زن، مانعی شرعی ندارد.
در مقابل، برخی دیگر از فقهای اهل سنت، ازدواج مسیار را حرام می‌دانند و استدلال می‌کنند که شرط‌هایی مانند عدم پرداخت نفقه و عدم تأمین محل اسکان زن، با مقتضای ذات عقد نکاح در تضاد است. به باور این گروه، چنین ازدواجی ممکن است موجب تضعیف بنیان خانواده و افزایش مفاسد اجتماعی شود. برخی نیز این نوع ازدواج را باطل یا نوعی کلاهبرداری برای لذت جنسی دانسته‌اند. این بحث در سال‌های اخیر موضوع بررسی‌های فقهی و حقوقی در کشورهای اسلامی بوده‌است.

## نقدها
ازدواج مسیار با انتقادهایی روبه‌رو شده‌است. برخی منتقدان آن را غیر اخلاقی می‌دانند و بر این باورند که این نوع ازدواج باعث می‌شود مردان بدون تعهد به مسئولیت‌های زندگی زناشویی، صرفاً برای ارضای نیاز جنسی ازدواج کنند. همچنین گفته می‌شود که این نوع ازدواج می‌تواند امنیت اقتصادی و اجتماعی زنان را به خطر بیندازد. با این حال، برخی از موافقان، آن را پاسخی عملی به محدودیت‌های اقتصادی و اجتماعی دانسته‌اند که امکان ازدواج را برای برخی افراد فراهم می‌کند.

## نحوه اجرا
در این نوع از ازدواج، زن و مرد با توافق قبلی، اقدام به عقد نکاح می‌کنند، اما معمولاً بدون تشکیل خانواده یا زندگی مشترک، این توافق را ادامه می‌دهند. این نوع ازدواج به‌طور اصطلاحی برای ازدواج‌هایی استفاده می‌شود که به‌طور قانونی و در چهارچوب مذهبی و اجتماعی انجام می‌شوند، اما به دلایلی مانند عدم توانایی مالی، محدودیت‌های فرهنگی یا شرایط خاص اجتماعی، زندگی مشترک در آن برقرار نمی‌شود. این مسئله در برخی جوامع منجر به بحث‌ها و نظرات متفاوتی شده‌است.

## ریشه واژه
در مورد ریشهٔ واژه مِسیار و معنای آن نظرات مختلفی مطرح شده است. برخی گفته‌اند مِسیار در زبان عامیانهٔ اهالی نجد عربستان به معنای دیدار روزانه است و وجه تسمیه این ازدواج آن است که «شوهر غالباً در دیدارهای روزانه به دیدن زوجه می‌آید، شبیه دیدار از همسایه‌ها». برخی معتقدند مِسیار از سیر گرفته‌شده و به مردی گفته می‌شود که در مسیر سفر خود با زنی ازدواج می‌کند.  یوسف قرضاوی در این مورد می‌نویسد: «مِسیار کلمه‌ای است که در خلیج فارس رواج یافته و شاید به معنای مرور به زوجه یا سیر به وی است و ازدواجی‌ست که در آن زندگی دائمی و مَبیت نیست.» ایشان مِسیار را صیغهٔ مبالغه از ریشهٔ سیر می‌دانند که توصیف‌گر وضعیت مردی است که بسیار سیر می‌کند و این نام را بر این نوع ازدواج نهاده‌اند چون «در آن التزامی به حقوق زوجیت وجود ندارد و مرد در این ازدواج حالت مرد سیّاری را دارد که خود را ملتزم به حقوقی که ازدواج مقتضی آن است مانند نفقه و مَبیت نمی‌داند.»
برخی هم گفته‌اند: مِسیار واژه‌ای در لهجهٔ بادیه‌نشینان عرب است که در اینجا به معنای «سیر به سوی زوجه و خوشحال نمودن وی می‌باشد.»

## پیشینه
باید ازدواج مسیار را پدیده‌ای جدید توصیف کرد که عرب‌های سنی مذهب ساکن حاشیهٔ خلیج فارس و برخی مناطق مانند منطقهٔ تمیم عربستان، آن را ابداع کردند؛ اما عده‌ای دیگر آن را دارای سابقهٔ تاریخی می‌دانند و به نوعی ازدواج؛ که ابن قدامه در کتاب مغنی توصیف کرده، استناد می‌کنند: «مردی که در ازدواج با زنی شرط نماید در هر هفته یک شب نزد وی باشد یا در ازدواج دیگری شرط کند که در هر ماه پنج یا ده درهم به زوجه نفقه بدهد یا شرط نماید روزهای مشخصی از ماه به ملاقات وی رود.»برخی هم آن را به ازدواج نهاریات و لیلیات (روزانه یا شبانه) تشبیه می‌کنند که فقهای قدیمی در مورد آن بحث کرده و در مورد صحت یا بطلان آن اختلاف داشتند، در ازدواج نهاریات یا لیلیات «مرد با زنی ازدواج می‌کند که شب در خارج از منزل کار می‌کند و روز نزد شوهر می‌رود یا روز کار می‌کند و شب به منزل نزد شوهر می‌رود.»

## انتقادات
ازدواج مسیار در میان مسلمانان منتقدان بسیاری دارد؛ برخی آن را غیراخلاقی، در تضاد با ارزش‌های اسلامی، ناقض حقوق زنان و شأن خانواده و حتی نوعی روسپی‌گری قانونی می‌دانند؛ حتی در عربستان سعودی که این ازدواج بیشتر رایج است، بیشتر زنان به ازدواج مسیار رغبتی ندارند.

## مقایسه با ازدواج موقت
ازدواج مسیار معمولاً با متعه مقایسه می‌شود. شروط رایج در ازدواج مسیار مثل گذشتن از حق نفقه، حق هم‌بستری و مانند آن‌ها، آن را از بعضی جهات به متعه شبیه می‌کند. با این حال، ازدواج مسیار باید شرایط اصلی ازدواج دائم نزد اهل سنت را داشته باشد و همین‌ها آن را از متعه، که در فقه سنی‌ها نیست، متمایز می‌کند. مهم‌ترین تفاوت این دو در دائم بودن ازدواج مسیار است که جز با طلاق یا فسخ نکاح پایان نمی‌پذیرد، اما متعه محدود به زمان معینی است و با انتهای مدت خودبه‌خود به پایان می‌رسد. همچنین در ازدواج مسیار، زن و شوهر از یکدیگر ارث می‌برند. عدم تعیین مهریه، عقد را باطل نمی‌کند و حضور دو شاهد در هنگام عقد لازم است و مرد حداکثر چهار زن را می‌تواند در یک زمان به ازدواج خود درآورد. در حالی که در ازدواج موقت ارث نیست، مهریه حتماً باید تعیین شود، حضور شاهد ضروری نیست و محدودیتی در تعداد آن نیز وجود ندارد.